# Ладевез-Ривьер
Ладеве́з-Ривье́р (фр. Ladevèze-Rivière) — коммуна во Франции, находится в регионе Юг — Пиренеи. Департамент — Жер. Входит в состав кантона Марсьяк. Округ коммуны — Миранд.
Код INSEE коммуны — 32174.

## География
Коммуна расположена приблизительно в 620 км к югу от Парижа, в 115 км западнее Тулузы, в 45 км к западу от Оша.
На востоке коммуны протекает река Аррос.

## Климат
Климат умеренно-океанический. Лето жаркое и немного дождливое, температура часто превышает 35 °С. Зимой часто бывает отрицательная температура и ночные заморозки. Годовое количество осадков — 700—900 мм.

## Население
Население коммуны на 2010 год составляло 217 человек.
| 1962 | 1968 | 1975 | 1982 | 1990 | 1999 | 2010 |
| ---- | ---- | ---- | ---- | ---- | ---- | ---- |
| 308  | 313  | 285  | 261  | 245  | 223  | 217  |

## Администрация
| Период | Период | Фамилия       | Партия                  | Примечания |
| ------ | ------ | ------------- | ----------------------- | ---------- |
| 2001   | 2008   | Ги Кастеньон  |                         |            |
| 2008   | 2020   | Сириль Котона | Социалистическая партия |            |

## Экономика
В 2010 году среди 138 человек трудоспособного возраста (15-64 лет) 85 были экономически активными, 53 — неактивными (показатель активности — 61,6 %, в 1999 году было 67,4 %). Из 85 активных жителей работали 76 человек (42 мужчины и 34 женщины), безработных было 9 (4 мужчины и 5 женщин). Среди 53 неактивных 9 человек были учениками или студентами, 28 — пенсионерами, 16 были неактивными по другим причинам.

## Достопримечательности
- Церковь Св. Андрея (XVIII век)
- Церковь Св. Лаврентия (XII век)
- Крест Св. Андрея (реставрирован в 2009 году)

## Фотогалерея

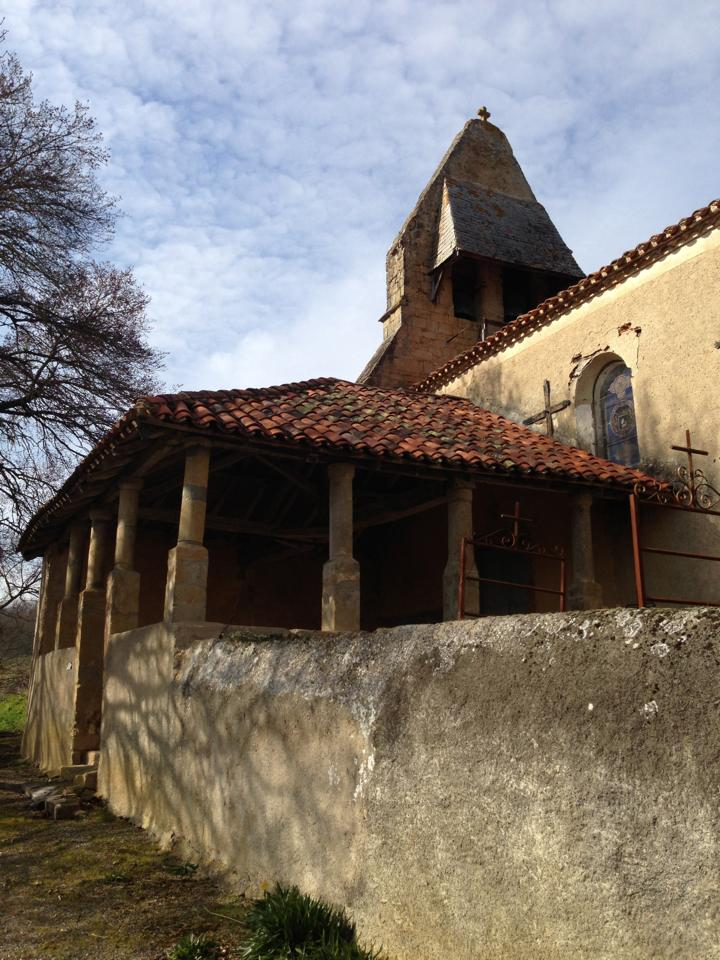
Церковь Св. Андрея
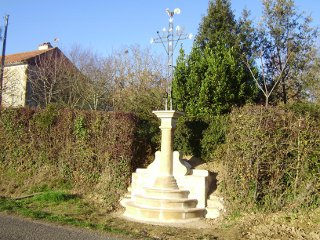
Крест Св. Андрея
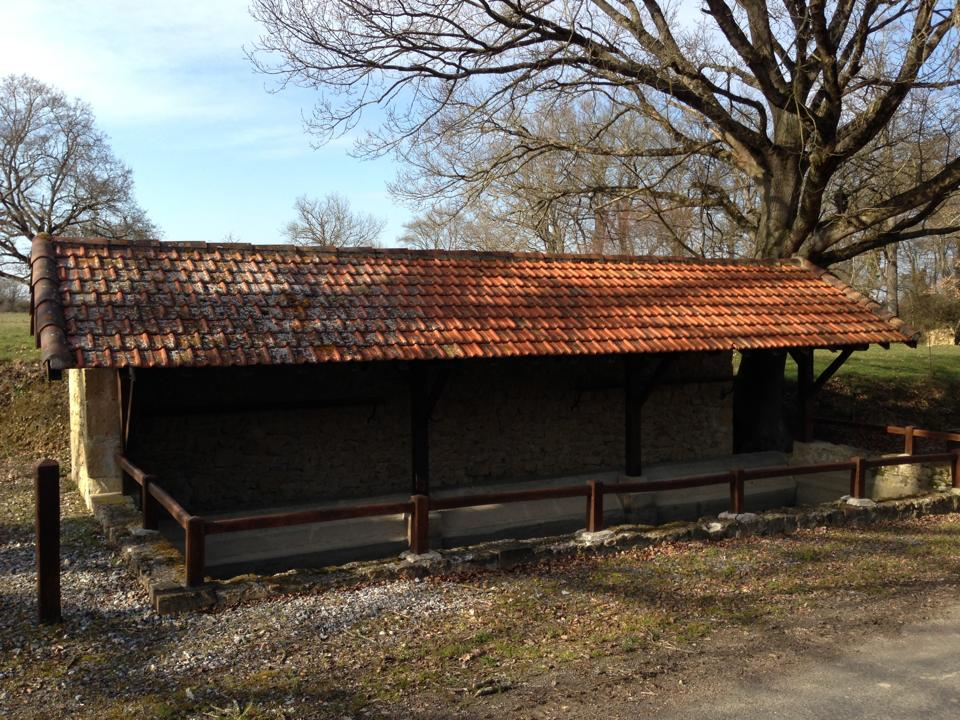
Общественная прачечная
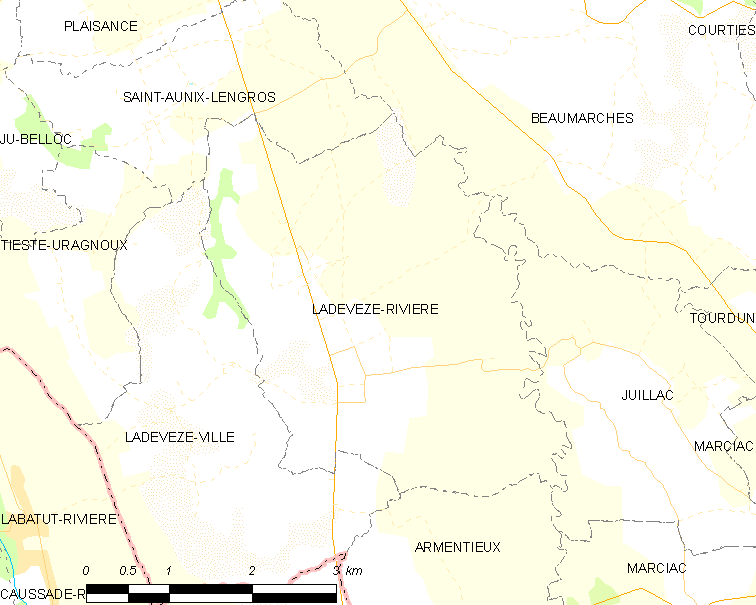
Карта коммуны